# Drăguș (gmina)
Drăguș – gmina w Rumunii, w okręgu Braszów. Obejmuje tylko jedną miejscowość Drăguș. W 2011 roku liczyła 1162 mieszkańców. 